# August Gailit
Georg August Gailit (9. ledna 1891 – 5. listopadu 1960) byl estonský prozaik.

## Biografie
August Gailit se narodil v estonské obci Sangaste v kraji Valgamaa. Jako syn tesaře vyrůstal na farmě v Laatre (dnešní Tolle). Po otci byl lotyšského původu. Od roku 1899 navštěvoval obecní školu a od roku 1905 školu ve Valze. Od roku 1907 pak studoval školu v Tartu.
Mezi lety 1911 - 1914 pracoval jako žurnalista v Rize, později také v Tallinnu a Tartu. Během estonské války za nezávislost působil jako válečný zpravodaj. Od roku 1922 žil postupně v Německu, Francii a Itálii. Od roku 1923 se plně zaměřil na literaturu. Mezi lety 1932-1934 zastával funkci ředitele divadla Vanemuine v Tartu. Roku 1932 se oženil s herečkou Elvi Nanda (1898-1981), která o rok později porodila dceru Aili-Viktoorii. Roku 1944 emigruje do Švédska, kde zůstává až do své smrti. Zemřel roku 1960 ve švédském Örebro.

## Literární kariéra
August Gailit se začal věnovat literatuře již v raném věku. V devatenácti letech vydal své první dílo. Jedná se o krátkou povídku Kui päike loojub, (1910, Když slunce zapadá). V roce 1917 Gailit společně s ostatními spisovateli a básníky založil literární spolek Siuru. Do tohoto spolku patřili například Friedebert Tuglas, Artur Adson, Marie Under, Johannes Semper a Henrik Visnapuu. Díla vydaná členy tohoto spolku často šokovala veřejnost svými kontroverzními náměty. Během tohoto období Gailit napsal několik novel a krátkých příběhů. Mimo jiné i sbírku povídek Saatana karussell, (1917, Ďáblův kolotoč), satirickou sbírku Klounid ja faunid, (1919) nebo novelu Muinasmaa (1918), která svým humorem vybočuje z Gailitovy rané pochmurné tvorby, jež je silně ovlivněna novoromantismem.
Oblíbeným motivem, který se objevuje v několika jeho dílech, je opěvování estonské a severské přírody. Gailit také popisuje obyvatele těchto zemí. Ve svých dílech je zobrazuje jako tvrdě pracující lidi, kteří nedávají najevo své emoce, přesto jsou však laskaví a mají dobré srdce. Nejkrásnější popis severské krajiny podává v novele Ekke Moor (1942). V díle Leegitsev Sudan (1945) proti sobě staví zkaženost velkoměst a ryzost a krásu venkova. V některých novelách se objevují i politická témata, jako v díle Isade maa (1935, Země otců), kde líčí estonskou osvobozeneckou válku (1918-20).

## Exil
V září roku 1944 Gailit společně se svojí rodinou emigroval do Švédska. Okupace jeho vlasti na něj měla negativní vliv. Ten se odráží v jeho exilové tvorbě, která se od jeho raných děl odlišuje svým pesimismem a vážností. Mezi novely, které vyšly v exilu, patří například Üle rahutu vee (1951) nebo Kas mäletad, mu arm? (1951-1959, Vzpomínáš, má lásko?), která je někdy označována jako estonský dekameron.
Gailit je někdy napadán, že píše stále jednu a tu samou novelu, kde vystupují podobné postavy i náměty. Je pravda, že celou jeho tvorbu provází popis protikladu krásy a ošklivosti. Tato jeho filosofie je nejlépe shrnuta v díle Leegitsev süda (1945).

## Toomas Nipernaadi (č. Touha) a Karge meri (č. Drsné moře)
Tyto dva vesnické romány patří k vrcholu Gailitovy tvorby. Dílo Toomas Nipernaadi popisuje romantická dobrodružství stejnojmenného muže. Ten cestuje od vesnice k vesnici a vypráví svoje fantastické příběhy, díky nimž se mu povede získat srdce každé ženy.
Drsné moře vypráví o mladičké Katrině Leetové, kterou si jako svoji manželku přiveze na ostrov Matt Ruhve. Obyvatelé ostrova vytvářejí pevnou komunitu. Celý jejich život je závislý na moři, dává jim obživu, ale také bere životy.
Oběma románům se dostalo i filmového zpracování. Roku 1982 Arvo Kruusement natočil stejnojmenný film Karge meri. O dva roky později se objevuje film Nipernaadi, režie Kaljo Kiisk.

## Díla
- Kui päike läheb looja (1910)
- Saatana Karussell (sbírka novel 1917)
- Muinasmaa (1918)
- Klounid ja faunid (1919)
- Rändavad rüütlid (sbírka novel 1919)
- August Gailiti Surm (sbírka novel 1919)
- Purpurne Surm (1924)
- Idioot (sbírka novel 1924)
- Vastu hommikut (sbírka novel 1926)
- Aja grimassid (1926)
- Ristisõitjad (sbírka novel 1927)
- Toomas Nipernaadi (1928, v českém překladu pod názvem touha, Meteor, Praha 1935, v překladu z němčiny od Jaroslava Starého)
- Isade maa (1935)
- Karge meri (1938, v českém překladu vyšlo pod názvem Drsné moře, Práce, Praha 1989, v překladu Naděždy Slabihoudové a Ostrov lovců tuleňů Symposion, Praha 1941 v překladu z němčiny od Jiřího Drse.)
- Kogutud novellid I-III" (sbírka novel, 1940-1942)
- EKKE Moor (1941)
- Leegitsev Sudan (1945)
- Viimane romantik (sbírka novel, 1949)
- Ule rahutu vee (1951)
- Kas mäletad, mu arm? (1951-1959)
- Põhjaneitsi (sbírka novel, 1991)

## Recenze
- adv. Letní pohled do Estonska (Touha). Národní listy 75, 1935, 192, s. 3.
- NOVOTNÝ, Vladimír. Estonci včera a dnes (Drsné moře). Svobodné slovo 45, 1989, 217, s. 5.
- STUPKA, Vladimír. A. Gailit: Touha. Lidové noviny 42,1934, 646, s. 5.